# Borneogoudkat

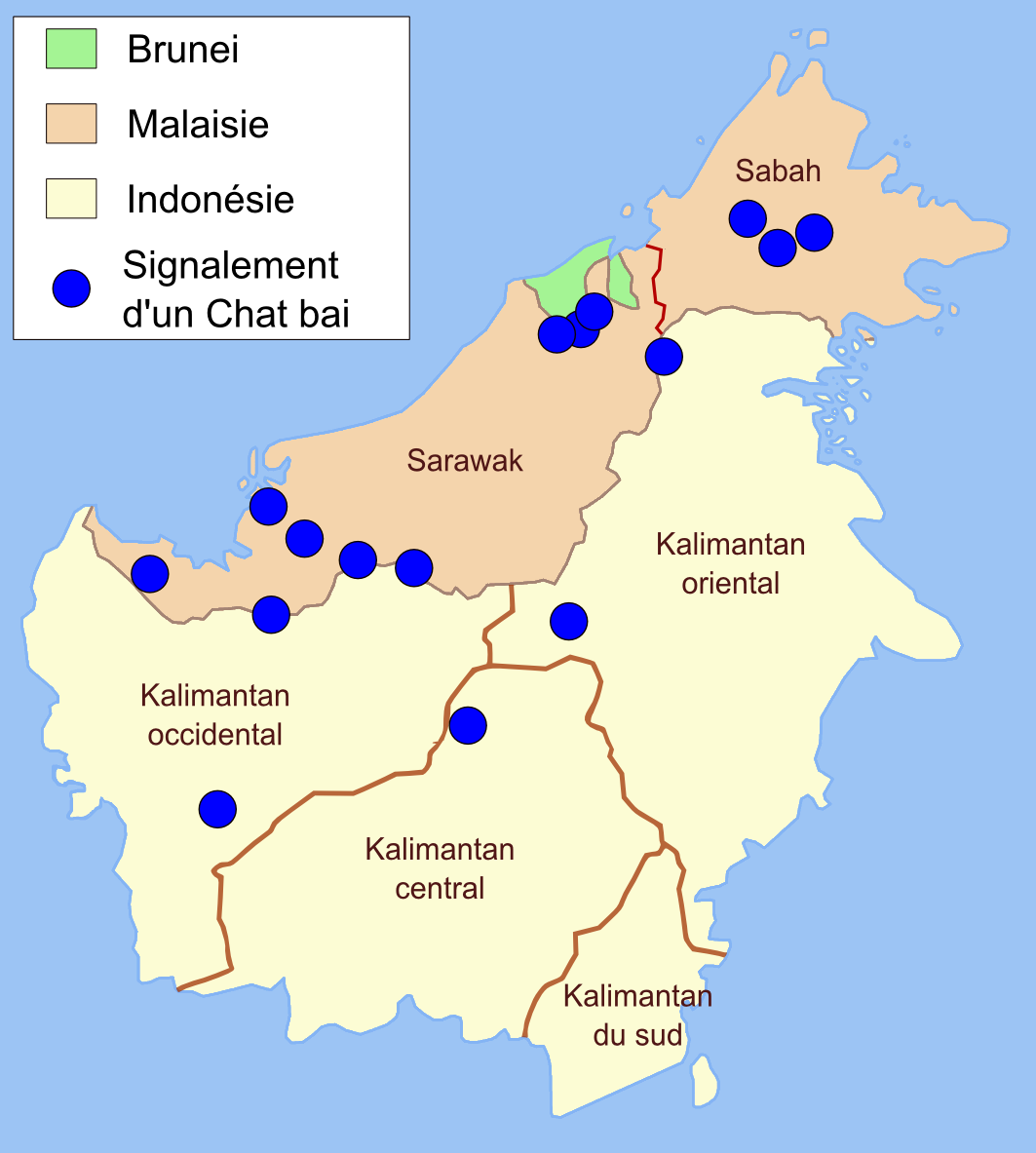
Kaart met bevestigde waarnemingen (blauwe stippen) tussen 1855 en 2007.

De Borneogoudkat (Catopuma badia of Pardofelis badia) is een katachtige uit Borneo. Deze kat heeft het formaat van een huiskat, hij lijkt op de Aziatische goudkat, maar heeft een egaal bruine of grijze vacht met een lange staart. Het is een van de minst bekende katachtigen. Er zijn weinig of geen gegevens over het voortplantingsgedrag en de leefwijze. Men veronderstelt dat deze kat leeft in onaangetast regenwoud, waar hij jacht maakt op kleine dieren, bijvoorbeeld knaagdieren.

## Beschrijving
Deze kat is vooral bekend door middel van huiden en schedels die in het bezit zijn van musea van natuurlijke historie. Beschrijvingen zijn bijna volledig gebaseerd op een enkel exemplaar dat bij toeval in 1992 werd gevangen.
De vacht van de Borneogoudkat kan twee verschillende kleuren hebben, rood of grijs. Uit onderzoek bleek niet welke kleur overheersend is. Wel werden sporen gevonden met vlekken op het lichaam. De buik is lichter en enigszins gevlekt. De onderzijde van de staart heeft een lange, doorlopende witachtige streep.
De kop is afgerond en de oren staan relatief laag geplaatst op de kop. Er lopen twee donkere strepen van de bovenkant van het oog, verticaal omhoog en komen aan de achterkant van de schedel samen en vormen de letter M.
Het lichaam, inclusief de kop meet 50 tot 69 cm, terwijl de staart een lengte heeft van 35 tot 43 cm. De totale lengte wordt geschat op 85 cm. De schouderhoogte is 28 tot 30 cm en het gewicht van de Borneogoudkat is naar schatting twee tot vijf kilo.

## Taxonomie
Het eerste exemplaar van de Borneogoudkat werd in 1855 door Alfred Russel Wallace verzameld in Sarawak en kwam terecht in de collectie van het Brits Museum. Daar werd het gedetermineerd als een Aziatische goudkat. Na ongeveer twintig jaar, in 1874, rees hierover twijfel en werd de kat opnieuw beschreven. Pas in 1888 en vervolgens in 1894 werden nieuwe exemplaren verzameld.

### Afstamming
De Borneogoudkat is nauw verwant aan de Aziatische goudkat (Catopuma temminckii) die voorkomt op Sumatra. Borneo en Sumatra zijn pas 10.000 tot 15.000 jaar van elkaar gescheiden, daarom veronderstelde men lang dat de Borneogoudkat eerder een ondersoort, een eilandras was van de Aziatische goudkat.
Echter, uit moleculair genetisch onderzoek dat werd uitgevoerd in 2007 aan deze groep van katachtigen, bleek dat de verschillen tussen de Borneogoudkat en de Aziatische goudkat veel groter waren (zie cladogram) en dat de scheiding tussen deze twee soorten vier miljoen jaar geleden al, dus ruim vóór de scheiding van de Soenda-eilanden moet hebben plaatsgevonden.
Fylogenetische stamboom van het geslacht Pardofelis en/of Catopuma
|  | Pardofelis marmorata - Marmerkat                                                                             |
|  | |
|  | \| \| Catopuma temminckii - Aziatische goudkat \| \| \| \| \| \| Catopuma badia - Borneo goudkat \| \| \| \| |
|  | |
|  | Catopuma temminckii - Aziatische goudkat                                                                     |
|  | |
|  | Catopuma badia - Borneo goudkat                                                                              |
|  | |

|  | Catopuma temminckii - Aziatische goudkat |
|  |                                          |
|  | Catopuma badia - Borneo goudkat          |
|  |                                          |

## Leefgebied en gedrag
Men weet weinig over het gedrag van de Borneogoudkat. Hij wordt beschouwd als een zeer wild en fel dier dat waarschijnlijk solitair leeft. Hij voedt zich met kleine zoogdieren zoals ratten of muizen, maar ook insecten, kleine apen en vogels. Mogelijk kan het dier prooien aan die groter zijn dan hijzelf, maar waarschijnlijk is het ook een aaseter. Hij jaagt waarschijnlijk overdag, waarbij de grootste activiteit in de vroege morgen ligt.
De Borneogoudkat komt voor in heel Borneo, vooral in primair oerwoud, maar er zijn ook waarnemingen in secondair oerwoud (Dipterocarpaceaebossen) en in moerasgebied. De meest waarnemingen werden gedaan in de buurt van rivieren en in heuvelland onder de 500 meter boven de zeespiegel. Een waarneming in het Nationaal park Kinabalu boven de 1800 m is nooit officieel bevestigd.
Mogelijk is de Borneogoudkat in staat zich aan te passen in selectief gekapt bos, waar hij dan in een nog lagere dichtheid kan voorkomen. De populatie werd in 2008 geschat op hoogstens 2500 dieren.

## Onderzoek aan levende Borneogoudkatten

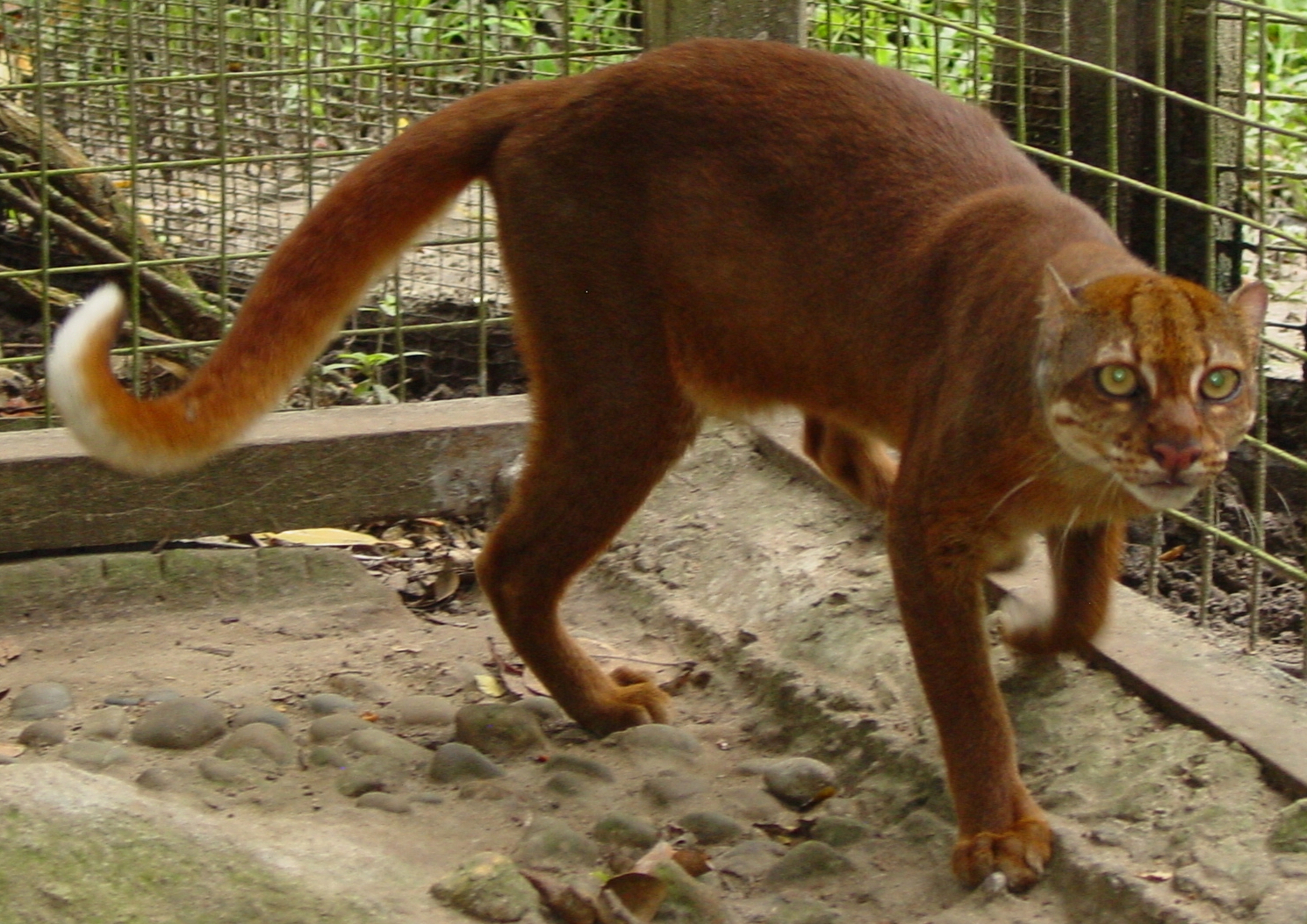
Een Borneogoudkat gevangen in dec. 2003 in Sarawak

De Borneokat is nog nooit in gevangenschap gefokt. In 1992 werd een Borneogoudkat per ongeluk gevangen door jagers die met strikken in de weer waren. Het was een vrouwtje dat 1,95 kilo woog en kort daarna overleed en werd gemeld aan het Sarawak Museum in Kuching.
In 2000 werden twee Borneogoudkatten gevangen door strikkenjagers. Deze zouden worden opgestuurd naar een speciaal opkweekcentrum in Noord-Amerika, maar de goudkatten stierven voordat ze de grens waren gepasseerd. Een vrouwtje dat in 2003 een verkeersongeluk overleefde werd naar het Semenggoh Wildlife Rehabilitation Center gestuurd, maar stierf kort daarna aan een longontsteking. Het kadaver werd snel gecremeerd door de veterinaire dienst. In december 2003 werden een mannetje en een vrouwtje per ongeluk gevangen in een volière waarin iemand fazanten hield. Het vrouwtje stierf kort daarna. Het mannetje kon nog worden bestudeerd door wetenschappers. In 2005 werd het dier weer los gelaten omdat de eigenaar moeilijkheden verwachtte met de autoriteiten.

### Foto's en video
De eerste foto van een Borneogoudkat werd gemaakt na een vangst door jagers in 1998. Daarna werden opnames gemaakt in het Nationaal park Gunung Mulu en het wildreservaat Lanjak Entimau, meestal met behulp van cameravallen. Deze camera’s gaan vanzelf foto’s of video’s maken als een dier in de buurt komt. In 2008 was het totaal aantal in het wild genomen foto’s met cameravallen opgelopen tot 32 stuks.
Begin 2011 werd bekendgemaakt dat de Borneogoudkat in 2009 en 2010 nog was gefilmd in het Maleisische deel van Borneo. De beelden werden met een cameraval gemaakt in een ontbost gedeelte van het oerwoud.

## Bedreigingen
De achteruitgang van de populatie in aantal wordt geschat op meer dan 20% in de komende 12 jaar (bijna 2% per jaar). Het verkeer is de belangrijkste doodsoorzaak, maar een grote bedreiging vormt ook de stroperij. Het dier is gewild om zijn vacht en om als zeldzaam huisdier te houden en kan op de zwarte markt 10.000 dollar opleveren. Daarnaast is de ontbossing een belangrijke oorzaak van de achteruitgang van de populatie van de Borneogoudkat.
Formeel is de Borneogoudkat beschermd en staat het dier op aanhangsel II van het CITES-verdrag en sinds 2005 als bedreigd op de rode lijst van de IUCN.